# El fósforo astillado
El fósforo astillado es un libro de poemas en castellano de Juan Andrés García Román, publicado en 2008 por la editorial DVD y ganador del Premio de Poesía Hermanos Argensola de ese mismo año, relevante por su acogida crítica y su estética innovadora dentro del panorama de la lírica española contemporánea.

## Temática y estilo
El poemario se abre con dos citas, del cineasta David Lynch (de su filme Inland Empire) y de la poeta austriaca Ingeborg Bachmann, introduciendo con ellas uno de los temas principales de esta obra de García Román: la relación difusa entre la realidad y su representación artística.
Dividido en actos, el libro combina textos en verso y prosa, donde los poemas muestran -según se señala en la introducción del propio autor y en otros mecanismos textuales, como la mención a profesiones como la de escenógrafo, director o apuntador- el ensayo general de una ópera en el que dos personajes, el tenor y la soprano, desarrollan una historia de amor donde lo ficticio y lo real se confunden.
El estilo poético de El fósforo astillado se caracteriza por su sentido del humor y su eclecticismo, con imágenes oníricas influidas tanto por el movimiento surrealista como por la obra de pintores clásicos como Millet o Botticelli.

## Recepción
El fósforo astillado ha sido calificado por críticos como Vicente Luis Mora como un punto de inflexión en la obra de Juan Andrés García Román (pasando de una poética “tardomoderna” a una “posmoderna”) y como uno de los hitos de la poesía española de comienzos del siglo XXI: «un poemario excepcional, y que puede convertirse en una referencia inexcusable de nuestra creación poética reciente».
En un extenso dossier sobre poesía española contemporánea publicado en Cuadernos Hispanoamericanos, Ana Rodríguez Callealta mencionó el libro como ejemplo de metapoesía que deriva en «un movimiento de liberación del lenguaje atravesado por una profunda conciencia sobre el carácter ideológico de todo discurso».
José Luis Gómez-Toré elogió particularmente la estructura del poemario, analizando «el juego dramático entre distintas voces» y «la complejidad de la propuesta». Por su parte, tanto Rafael Espejo como Rosa Benéitez destacaron su filiación con el concepto romántico de Gesamtkunstwerk u “obra de arte total”, al desplegar aspectos de diferentes disciplinas creativas.